# سان مارتینو این ریو
سن مارتینو این ریو (به ایتالیایی: San Martino in Rio) یک کومونه در ایتالیا است که در استان رجو امیلیا واقع شده‌است.

## خصوصیات
سن مارتینو این ریو ۲۲٫۶ کیلومترمربع مساحت و ۶٬۹۹۰ نفر جمعیت دارد.